# Моара-Моканулуй
Моара-Моканулуй (рум. Moara Mocanului) — село у повіті Арджеш в Румунії. Входить до складу комуни Леордень.
Село розташоване на відстані 84 км на північний захід від Бухареста, 24 км на південний схід від Пітешть, 116 км на північний схід від Крайови, 105 км на південь від Брашова.

## Населення
За даними перепису населення 2002 року у селі проживали 187 осіб, усі — румуни. Усі жителі села рідною мовою назвали румунську.